# Lekkoatletyka na Letnich Igrzyskach Olimpijskich 2016 – bieg na 1500 m kobiet
Bieg na 1500 metrów kobiet – jedna z konkurencji lekkoatletycznych rozgrywanych podczas igrzysk olimpijskich w Rio de Janeiro.
Obrończynią tytułu mistrzowskiego z 2012 roku była Turczynka Aslı Çakır Alptekin, której jednak odebrano złoty medal i zdyskwalifikowano za doping.
W zawodach wzięły udział 42 zawodniczki z 25 państw.

## Terminarz
Wszystkie godziny podane są w czasie brazylijskim (UTC-03:00) oraz polskim (CEST).
| Data             | Godzina rozpoczęcia | Godzina rozpoczęcia |            |
| Data             | UTC-03:00           | CEST                |            |
| ---------------- | ------------------- | ------------------- | ---------- |
| 12 sierpnia 2016 | 20:30               | 01:30               | Eliminacje |
| 14 sierpnia 2016 | 21:30               | 02:30               | Półfinały  |
| 16 sierpnia 2016 | 22:30               | 03:30               | Finał      |

## Rekordy
Tabela uwzględnia rekordy uzyskane przed rozpoczęciem biegu.
|                                                      | Zawodnik       | Wynik   | Miejsce     | Data                  |
| ---------------------------------------------------- | -------------- | ------- | ----------- | --------------------- |
| Rekord świata                                        | Genzebe Dibaba | 3:50,07 | Fontvieille | 17 lipca 2015(dts)    |
| Rekord olimpijski                                    | Paula Ivan     | 3:53,96 | Seul        | 26 września 1988(dts) |
| Najlepszy wynik na listach światowych w sezonie 2016 | Faith Kipyegon | 3:56,41 | Eugene      | 28 maja 2016(dts)     |

## Wyniki

### Eliminacje
6 najlepszych zawodniczek z każdego biegu (Q) oraz 6 pozostałych z najlepszymi czasami (q) zakwalifikowały się do półfinałów.
Bieg 1
| Pozycja | Zawodniczka             | Reprezentacja                     | Wynik   | Uwagi |
| ------- | ----------------------- | --------------------------------- | ------- | ----- |
| 1       | Genzebe Dibaba          | Etiopia                           | 4:10,61 | Q     |
| 2       | Ciara Mageean           | Irlandia                          | 4:11,51 | Q     |
| 3       | Brenda Martinez         | Stany Zjednoczone                 | 4:11,74 | Q     |
| 4       | Linden Hall             | Australia                         | 4:11,75 | Q     |
| 5       | Angelika Cichocka       | Polska                            | 4:11,76 | Q     |
| 5       | Konstanze Klosterhalfen | Niemcy                            | 4:11,76 | Q     |
| 7       | Hilary Stellingwerff    | Kanada                            | 4:12,00 |       |
| 8       | Maureen Koster          | Holandia                          | 4:13,15 |       |
| 9       | Siham Hilali            | Maroko                            | 4:13,46 |       |
| 10      | Amela Terzić            | Serbia                            | 4:15,17 |       |
| 11      | Nancy Chepkwemoi        | Kenia                             | 4:15,41 |       |
| 12      | Marta Pen               | Portugalia                        | 4:18,53 |       |
| 13      | Saraswati Bhattarai     | Nepal                             | 4:33,94 | NR    |
| 14      | Celma Bonfim da Graça   | Wyspy Świętego Tomasza i Książęca | 4:38,86 |       |

Bieg 2
| Pozycja | Zawodniczka             | Reprezentacja                      | Wynik   | Uwagi |
| ------- | ----------------------- | ---------------------------------- | ------- | ----- |
| 1       | Sifan Hassan            | Holandia                           | 4:06,64 | Q     |
| 2       | Faith Kipyegon          | Kenia                              | 4:06,65 | Q     |
| 3       | Sofia Ennaoui           | Polska                             | 4:06,90 | Q     |
| 4       | Jennifer Simpson        | Stany Zjednoczone                  | 4:06,99 | Q     |
| 5       | Malika Akkawi           | Maroko                             | 4:07,42 | Q,    |
| 6       | Besu Sado               | Etiopia                            | 4:08,11 | Q     |
| 7       | Laura Weightman         | Wielka Brytania                    | 4:08,37 | q     |
| 8       | Jenny Blundell          | Australia                          | 4:09,05 | q     |
| 9       | Gabriela Stafford       | Kanada                             | 4:09,45 |       |
| 10      | Muriel Coneo            | Kolumbia                           | 4:09,50 |       |
| 11      | Tigist Gashaw           | Brunei                             | 4:10,96 |       |
| 12      | Florina Pierdevara      | Rumunia                            | 4:11,55 | SB    |
| 13      | Nikki Hamblin           | Nowa Zelandia                      | 4:11,88 |       |
| 14      | Anjelina Nadai Lohalith | Olimpijska reprezentacja uchodźców | 4:47,38 |       |

Bieg 3
| Pozycja | Zawodniczka          | Reprezentacja                | Wynik   | Uwagi |
| ------- | -------------------- | ---------------------------- | ------- | ----- |
| 1       | Dawit Seyaum         | Etiopia                      | 4:05,33 | Q     |
| 2       | Shannon Rowbury      | Stany Zjednoczone            | 4:06,47 | Q     |
| 3       | Laura Muir           | Wielka Brytania              | 4:06,53 | Q     |
| 4       | Rababe Arafi         | Maroko                       | 4:06,63 | Q     |
| 5       | Meraf Bahta          | Szwecja                      | 4:06,82 | Q     |
| 6       | Zoe Buckman          | Australia                    | 4:06,93 | Q     |
| 7       | Nicole Sifuentes     | Kanada                       | 4:07,43 | q     |
| 8       | Violah Cheptoo Lagat | Kenia                        | 4:08,09 | q     |
| 9       | Danuta Urbanik       | Polska                       | 4:08,67 | q     |
| 10      | Diana Sujew          | Niemcy                       | 4:09,07 | q     |
| 11      | Margherita Magnani   | Włochy                       | 4:09,74 |       |
| 12      | Kadra Mohamed Dembil | Dżibuti                      | 4:42,67 |       |
| 13      | Nelia Martins        | Timor Wschodni               | 5:00,53 |       |
|         | Betlhem Desalegn     | Zjednoczone Emiraty Arabskie | DNS     |       |

### Półfinały
5 najlepszych zawodniczek z każdego półfinału (Q) oraz 2 pozostałe z najlepszymi czasami (q) zakwalifikowały się do finału.
Półfinał 1
| Pozycja | Zawodniczka             | Reprezentacja     | Wynik   | Uwagi |
| ------- | ----------------------- | ----------------- | ------- | ----- |
| 1       | Faith Kipyegon          | Kenia             | 4:03,95 | Q     |
| 2       | Dawit Seyaum            | Etiopia           | 4:04,23 | Q     |
| 3       | Shannon Rowbury         | Stany Zjednoczone | 4:04,46 | Q,    |
| 4       | Besu Sado               | Etiopia           | 4:05,19 | Q     |
| 5       | Laura Weightman         | Wielka Brytania   | 4:05,28 | Q     |
| 6       | Sofia Ennaoui           | Polska            | 4:05,29 | q     |
| 7       | Rababe Arafi            | Maroko            | 4:05,60 | q     |
| 8       | Linden Hall             | Australia         | 4:05,81 |       |
| 9       | Zoe Buckman             | Australia         | 4:06,95 |       |
| 10      | Konstanze Klosterhalfen | Niemcy            | 4:07,26 |       |
| 11      | Ciara Mageean           | Irlandia          | 4:08,07 |       |
| 12      | Brenda Martinez         | Stany Zjednoczone | 4:10,41 |       |

Półfinał 2
| Pozycja | Zawodniczka          | Reprezentacja     | Wynik   | Uwagi |
| ------- | -------------------- | ----------------- | ------- | ----- |
| 1       | Genzebe Dibaba       | Etiopia           | 4:03,06 | Q     |
| 2       | Sifan Hassan         | Holandia          | 4:03,62 | Q     |
| 3       | Laura Muir           | Wielka Brytania   | 4:04,16 | Q     |
| 4       | Jennifer Simpson     | Stany Zjednoczone | 4:05,07 | Q     |
| 5       | Meraf Bahta          | Szwecja           | 4:06,41 | Q     |
| 6       | Violah Cheptoo Lagat | Kenia             | 4:06,83 |       |
| 7       | Nicole Sifuentes     | Kanada            | 4:08,53 |       |
| 8       | Malika Akkawi        | Maroko            | 4:08,55 |       |
| 9       | Diana Sujew          | Niemcy            | 4:10,15 |       |
| 10      | Danuta Urbanik       | Polska            | 4:11,34 |       |
| 11      | Jenny Blundell       | Australia         | 4:13,25 |       |
| 12      | Angelika Cichocka    | Polska            | 4:17,83 |       |

### Finał
| Pozycja | Zawodniczka      | Reprezentacja     | Wynik   | Uwagi |
| ------- | ---------------- | ----------------- | ------- | ----- |
| 1. !    | Faith Kipyegon   | Kenia             | 4:08,92 |       |
| 2. !    | Genzebe Dibaba   | Etiopia           | 4:10,27 |       |
| 3. !    | Jennifer Simpson | Stany Zjednoczone | 4:10,53 |       |
| 4       | Shannon Rowbury  | Stany Zjednoczone | 4:11,05 |       |
| 5       | Sifan Hassan     | Holandia          | 4:11,23 |       |
| 6       | Meraf Bahta      | Szwecja           | 4:12,59 |       |
| 7       | Laura Muir       | Wielka Brytania   | 4:12,88 |       |
| 8       | Dawit Seyaum     | Etiopia           | 4:13,14 |       |
| 9       | Besu Sado        | Etiopia           | 4:13,58 |       |
| 10      | Sofia Ennaoui    | Polska            | 4:14,72 |       |
| 11      | Laura Weightman  | Wielka Brytania   | 4:14,95 |       |
| 12      | Rababe Arafi     | Maroko            | 4:15,16 |       |

Źródło: Rio 2016